# Rankamaite
La rankamaite è un minerale.